# Ait Taguella
Ait Taguella (en àrab آيت تڭلا, Āyt Tagallā; en amazic ⴰⵢⵜ ⵜⴰⴳⵍⵍⴰ) és una comuna rural de la província d'Azilal, a la regió de Béni Mellal-Khénifra, al Marroc. Segons el cens de 2014 tenia una població total de 8.268 persones.